# Comuna Arboga
Arboga (Arboga kommun) este o comună din comitatul Västmanlands län, Suedia, cu o populație de 13.493 locuitori (2013).

## Geografie

### Zone urbane
Lista celor mai mari zone urbane din comună (anul 2015) conform Biroului Central de Statistică al Suediei:
| Nr | Zona urbană | Pop.   |
| -- | ----------- | ------ |
| 1  | Arboga      | 10.841 |
| 2  | Götlunda    | 265    |
| 3  | Medåker     | 212    |

## Demografie
| \| Evoluția demografică în comuna Arboga, 1970–2015 \| Evoluția demografică în comuna Arboga, 1970–2015 \| Evoluția demografică în comuna Arboga, 1970–2015 \| Evoluția demografică în comuna Arboga, 1970–2015 \| Evoluția demografică în comuna Arboga, 1970–2015 \| \| ----------------------------------------------------------------------------------------------------- \| ------------------------------------------------ \| ------------------------------------------------ \| ------------------------------------------------ \| ------------------------------------------------ \| \| An \| \| \| Locuitori \| \| \| 1970 \| 1970 \| \| 14830 \| 14830 \| \| 1975 \| 1975 \| \| 14717 \| 14717 \| \| 1980 \| 1980 \| \| 14944 \| 14944 \| \| 1985 \| 1985 \| \| 14441 \| 14441 \| \| 1990 \| 1990 \| \| 14622 \| 14622 \| \| 1995 \| 1995 \| \| 14554 \| 14554 \| \| 2000 \| 2000 \| \| 13870 \| 13870 \| \| 2005 \| 2005 \| \| 13380 \| 13380 \| \| 2010 \| 2010 \| \| 13285 \| 13285 \| \| 2015 \| 2015 \| \| 13858 \| 13858 \| \| Sursa: SCB - Statistika Centralbyrån, Folkmängd efter region, civilstånd, ålder och kön. År 1968–2016 \| \| \| \| \| |      |  |           |       |
| Evoluția demografică în comuna Arboga, 1970–2015 |      |  |           |       |
| An |      |  | Locuitori |       |
| 1970 | 1970 |  | 14830     | 14830 |
| 1975 | 1975 |  | 14717     | 14717 |
| 1980 | 1980 |  | 14944     | 14944 |
| 1985 | 1985 |  | 14441     | 14441 |
| 1990 | 1990 |  | 14622     | 14622 |
| 1995 | 1995 |  | 14554     | 14554 |
| 2000 | 2000 |  | 13870     | 13870 |
| 2005 | 2005 |  | 13380     | 13380 |
| 2010 | 2010 |  | 13285     | 13285 |
| 2015 | 2015 |  | 13858     | 13858 |
| Sursa: SCB - Statistika Centralbyrån, Folkmängd efter region, civilstånd, ålder och kön. År 1968–2016 |      |  |           |       |